# Oddone d'Ourscamp
Oddone d'Ourscamp, o di Soissons (... – 1171 circa), è stato un teologo, cardinale e vescovo cattolico francese.

## Biografia
Originario della diocesi di Soissons, studiò teologia e fu discepolo di Pietro Abelardo, Anselmo di Laon, Giovanni di Tours e Pietro Lombardo.
Ottenne il grado di magister presso l'università di Parigi; ebbe un canonicato nel capitolo di Notre-Dame e fu cancelliere della scuola cattedrale. Abbracciò la vita religiosa nel monastero cistercense di Ourscamp, di cui fu abate dal 1167 al 1170.
Conobbe papa Eugenio III nel 1147, durante il viaggio in Francia del pontefice, e in seguito fu chiamato presso la curia romana da papa Alessandro III e creato cardinale-vescovo di Tuscolo.
Fu in corrispondenza con Tommaso Becket e Ildegarda di Bingen, che gli indirizzò due lettere. Ha lasciato le Quaestiones, o Sententiae, pubblicate da Jean-Baptiste-François Pitra nel 1888, che costituiscono anche una testimonianza del metodo d'insegnamento del tempo e del sistema delle dispute quodlibetali.